# Dead Again
Dead Again – płyta zespołu Type O Negative wydana 13 marca 2007 roku.

## Lista utworów
1. "Dead Again" – 4:15
2. "Tripping a Blind Man" – 7:04
3. "The Profits of Doom" – 10:47
4. "September Sun" – 9:46
5. "Halloween in Heaven" – 4:50
6. "These Three Things" – 14:21
7. "She Burned Me Down" – 7:54
8. "Some Stupid Tomorrow" – 4:20
9. "An Ode to Locksmiths" – 5:15
10. "Hail and Farewell to Britain" – 8:55

## Twórcy
- Peter Steele – śpiew, gitara basowa
- Kenny Hickey – gitara prowadząca
- Josh Silver – instrumenty klawiszowe
- Johnny Kelly – perkusja

## Pozycje na listach
| Lista | Kraj   | Pozycja |
| ----- | ------ | ------- |
| OLiS  | Polska | 46      |